# Isla Kennedy
La isla Kennedy (conocida coloquialmente como Isla Plum Pudding aunque el nombre local es Isla Kasolo) es una isla ubicada en las Islas Salomón nombrada en honor a John F. Kennedy. La isla es conocida por ser el área en que el Teniente John F. Kennedy se refugió después de que su lancha torpedera PT-109 fuera hundida por el destructor japonés Amagiri en la Segunda Guerra Mundial. La isla se encuentra a 15 minutos en bote de la ciudad de Gizo, capital de la Provincia Occidental de las Islas Salomón.